# 芳賀愛華
芳賀 愛華（はが あいか、本名：平野愛華、1989年10月8日 - ）は、日本のファッションモデル、タレントである。
北海道出身。ドンクモデル所属。ロックバンド『MARIA』の元メンバー。現在は主に北海道でタレント・モデル活動をしている。既婚。

## 来歴
- 2006年3月8日、ガールズバンドMARIAのベーシストとしてデビュー[3]。
- 2010年4月3日、MARIA解散。その後、20歳でモデルに転身。2011年には札幌コレクションの公募モデルオーディションで特別賞を受賞し、ランウェイに立った[4]。
- 2015年4月から2018年3月まで『イチオシ!モーニング』のお天気キャスター（木・金・土）を務める。
- 2017年11月、結婚発表。
- 2022年1月、第一子(長男)を出産。

## 人物
- 好きな食べ物はジンギスカン、嫌いな食べ物はお豆と木綿豆腐[5]。
- 不動産会社に勤める兄がいる[6]。

## 出演

### テレビ番組
芳賀愛華名義
- イチモニ!（北海道テレビ放送、2015年4月 - 2018年3月、2020年4月 - 2021年8月、2022年8月 - ）

aika名義
- 旅コミ北海道じゃらん de GO!（テレビ北海道）
- ブラキタ（北海道放送）
- ぶらり♪お散歩カメラ（ジェイコム札幌）

### CM
- JRタワー「JRタワーバーゲン2011夏」（2011年）[7]
- 湯の川プリンスホテル 渚亭（2015年、2018年） - 白鳥雄介と共演[8]
- 常口アトム（2017年）